# Pålsbo
Pålsbo är en medeltida gård i Åsbo socken, Boxholms kommun. Gården har sedan 1600-talet varit komministerboställe, fram till 1900-talet. Den bestod av 1/4 kronohemman.

## Historik
Pålsbo är en får i Åsbo socken, Boxholms kommun som bestod av 1⁄4 mantal. Gården har varit komministerboställe åt komministern. Åsbo församling.
På gården har bland annat Per Daniel Amadeus Atterbom fötts.
Pålsbo naturreservat omger gården.

## Huvudbyggnad
Huvudbyggnaden på gården är från 1850.